# Elección para gobernador de Alabama de 2022
La elección para gobernador de Alabama de 2022 se llevó a cabo el 8 de noviembre.
La gobernadora republicana titular Kay Ivey asumió el cargo el 10 de abril de 2017, tras la renuncia de Robert J. Bentley, y fue elegida para un mandato completo en 2018. Confirmó su candidatura para la reelección por un segundo mandato.
Las elecciones primarias se realizaron el 24 de mayo. Sin embargo, el 21 de junio hubo una segunda vuelta en la interna demócrata, ya que ningún candidato logró superar el 50% requerido de los votos en la primera ronda.

## Primaria republicana

### Candidatos declarados
- Lynda Blanchard[2]

- Lew Burdette[3]
- Stacy Lee George[4]
- Kay Ivey[1]
- Tim James
- Donald Trent Jones
- Dean Odle
- Dave Thomas[5]
- Dean Young

### Resultados
| Candidatos                         | Votos   | %     |
| ---------------------------------- | ------- | ----- |
|                                    | Votos   | %     |
| Kay Ivey                           | 356,347 | 54.46 |
| Lynda Blanchard                    | 125,915 | 19.24 |
| Tim James                          | 105,936 | 16.19 |
| Lew Burdette                       | 42,803  | 6.54  |
| Dean Odle                          | 11,720  | 1.79  |
| Donald Trent Jones                 | 3,807   | 0.58  |
| Dave Thomas                        | 2,879   | 0.44  |
| Stacy Lee George                   | 2,539   | 0.39  |
| Dean Young                         | 2,344   | 0.36  |
|                                    |         |       |
| Total                              | 654,290 | 100   |
|                                    |         |       |
| Fuente: Alabama Secretary of State |         |       |

## Primaria demócrata

### Candidatos declarados
- Yolanda Rochelle Flowers[6]
- Arthur Kennedy
- Chad Martin
- Patricia Salter Jamieson
- Malika Sanders-Fortier[7]
- Doug Smith[8]

### Resultados

#### Primera vuelta
| Candidatos                         | Votos   | %     |
| ---------------------------------- | ------- | ----- |
|                                    | Votos   | %     |
| Yolanda Flowers                    | 56,858  | 33.87 |
| Malika Sanders-Fortier             | 54,597  | 32.52 |
| Patricia Salter Jamieson           | 19,642  | 11.70 |
| Arthur Kennedy                     | 15,601  | 9.29  |
| Doug Smith                         | 11,842  | 7.05  |
| Chad Martin                        | 9,330   | 5.56  |
|                                    |         |       |
| Total                              | 167,870 | 100   |
|                                    |         |       |
| Fuente: Alabama Secretary of State |         |       |

#### Segunda vuelta
| Candidatos                         | Votos  | %     |
| ---------------------------------- | ------ | ----- |
|                                    | Votos  | %     |
| Yolanda Flowers                    | 32,444 | 55.14 |
| Malika Sanders-Fortier             | 26,400 | 44.86 |
|                                    |        |       |
| Total                              | 58,844 | 100   |
|                                    |        |       |
| Fuente: Alabama Secretary of State |        |       |

## Resultados

### Generales
| Partido                                   | Partido       | Candidato       | Votos     | %     |
| ----------------------------------------- | ------------- | --------------- | --------- | ----- |
|                                           | Republicano   | Kay Ivey        | 946,932   | 67.36 |
|                                           | Demócrata     | Yolanda Flowers | 412,961   | 29.37 |
|                                           | Libertario    | James Blake     | 45,958    | 3.27  |
|                                           |               |                 |           |       |
| Total                                     | Total         | Total           | 1,405,851 | 100   |
| Participación                             | Participación | Participación   | 1,419,718 | 38.50 |
| Registrados                               | Registrados   | Registrados     | 3,687,753 |       |
|                                           |               |                 |           |       |
| Fuente: Alabama Governor Election Results |               |                 |           |       |

### Por condado
|            | Ivey Republicano | Ivey Republicano | Flowers Demócrata | Flowers Demócrata | Blake Libertario | Blake Libertario | Total   |
| Condado    | Votos            | %                | Votos             | %                 | Votos            | %                | Total   |
| ---------- | ---------------- | ---------------- | ----------------- | ----------------- | ---------------- | ---------------- | ------- |
| Autauga    | 13,387           | 76.27            | 3,515             | 20.03             | 649              | 3.69             | 17,551  |
| Baldwin    | 58,823           | 81.24            | 10,296            | 14.22             | 3,283            | 4.53             | 72,402  |
| Barbour    | 3,888            | 59.54            | 2,549             | 39.04             | 93               | 1.42             | 6,530   |
| Bibb       | 4,681            | 80.15            | 930               | 15.92             | 229              | 3.92             | 5,840   |
| Blount     | 14,895           | 90.12            | 930               | 5.63              | 703              | 4.25             | 16,528  |
| Bullock    | 802              | 30.23            | 1,806             | 68.07             | 45               | 1.69             | 2,653   |
| Butler     | 3,856            | 65.19            | 1,937             | 32.75             | 122              | 2.06             | 5,915   |
| Calhoun    | 22,158           | 73.93            | 6,912             | 23.06             | 901              | 3.01             | 29,971  |
| Chambers   | 5,961            | 65.53            | 2,890             | 31.77             | 246              | 2.70             | 9,097   |
| Cherokee   | 6,971            | 89.22            | 653               | 8.36              | 189              | 2.42             | 7,813   |
| Chilton    | 10,541           | 86.69            | 1,268             | 10.43             | 350              | 2.88             | 12,159  |
| Choctaw    | 3,300            | 62.94            | 1,841             | 35.11             | 102              | 1.95             | 5,243   |
| Clarke     | 5,359            | 59.27            | 3,556             | 39.33             | 127              | 1.40             | 9,042   |
| Clay       | 3,638            | 86.07            | 480               | 11.36             | 109              | 2.58             | 4,227   |
| Cleburne   | 4,200            | 91.24            | 276               | 5.99              | 127              | 2.76             | 4,603   |
| Coffee     | 11,267           | 81.09            | 2,221             | 15.98             | 407              | 2.93             | 13,895  |
| Colbert    | 13,001           | 75.58            | 3,739             | 21.74             | 461              | 2.69             | 17,201  |
| Conecuh    | 2,618            | 58.61            | 1,782             | 39.89             | 67               | 1.49             | 4,467   |
| Coosa      | 2,685            | 70.27            | 1,001             | 26.19             | 135              | 3.53             | 3,821   |
| Covington  | 9,735            | 86.99            | 1,193             | 10.66             | 262              | 2.34             | 11,190  |
| Crenshaw   | 3,622            | 79.07            | 851               | 18.58             | 108              | 2.36             | 4,581   |
| Cullman    | 23,277           | 89.48            | 1,662             | 6.39              | 1,074            | 4.13             | 26,013  |
| Dale       | 9,363            | 78.48            | 2,222             | 18.63             | 345              | 2.89             | 11,930  |
| Dallas     | 4,060            | 35.78            | 7,165             | 63.14             | 122              | 1.08             | 11,347  |
| DeKalb     | 15,227           | 89.22            | 1,471             | 8.62              | 368              | 2.16             | 17,066  |
| Elmore     | 20,189           | 78.99            | 4,508             | 17.64             | 861              | 3.37             | 25,558  |
| Escambia   | 7,286            | 75.32            | 2,167             | 22.40             | 220              | 2.27             | 9,673   |
| Etowah     | 20,685           | 79.47            | 4,593             | 17.65             | 752              | 2.89             | 26,030  |
| Fayette    | 4,708            | 85.62            | 628               | 11.42             | 163              | 2.96             | 5,499   |
| Franklin   | 6,592            | 88.67            | 646               | 8.69              | 196              | 2.64             | 7,434   |
| Geneva     | 7,049            | 88.69            | 700               | 8.81              | 199              | 2.50             | 7,948   |
| Greene     | 608              | 20.34            | 2,339             | 78.25             | 42               | 1.41             | 2,989   |
| Hale       | 2,288            | 44.17            | 2,818             | 54.40             | 74               | 1.43             | 5,180   |
| Henry      | 5,102            | 75.73            | 1,490             | 22.12             | 145              | 2.15             | 6,737   |
| Houston    | 21,139           | 76.90            | 5,634             | 20.49             | 715              | 2.60             | 27,488  |
| Jackson    | 11,630           | 87.19            | 1,386             | 10.39             | 322              | 2.41             | 13,338  |
| Jefferson  | 92,583           | 47.28            | 96,175            | 49.11             | 7,066            | 3.61             | 195,824 |
| Lamar      | 3,831            | 87.67            | 415               | 9.49              | 124              | 2.84             | 4,370   |
| Lauderdale | 20,235           | 78.68            | 4,761             | 18.51             | 723              | 2.81             | 25,719  |
| Lawrence   | 8,629            | 80.20            | 1,707             | 15.87             | 423              | 3.93             | 10,759  |
| Lee        | 27,242           | 67.74            | 11,803            | 29.35             | 1,171            | 2.91             | 40,216  |
| Limestone  | 23,770           | 76.32            | 6,289             | 20.19             | 1,086            | 3.49             | 31,145  |
| Lowndes    | 1,309            | 32.09            | 2,706             | 66.36             | 63               | 1.54             | 4,078   |
| Macon      | 1,244            | 23.21            | 3,994             | 74.53             | 121              | 2.26             | 5,359   |
| Madison    | 72,059           | 60.49            | 42,176            | 35.40             | 4,900            | 4.11             | 119,135 |
| Marengo    | 3,851            | 52.93            | 3,317             | 45.59             | 108              | 1.48             | 7,276   |
| Marion     | 7,625            | 91.08            | 528               | 6.31              | 219              | 2.62             | 8,372   |
| Marshall   | 21,345           | 88.51            | 2,077             | 8.61              | 695              | 2.88             | 24,117  |
| Mobile     | 63,593           | 59.73            | 38,910            | 36.55             | 3,968            | 3.73             | 106,471 |
| Monroe     | 4,313            | 61.39            | 2,609             | 37.14             | 103              | 1.47             | 7,025   |
| Montgomery | 23,565           | 41.06            | 32,511            | 56.65             | 1,309            | 2.28             | 57,385  |
| Morgan     | 25,484           | 79.87            | 5,362             | 16.80             | 1,062            | 3.33             | 31,908  |
| Perry      | 942              | 29.60            | 2,187             | 68.73             | 53               | 1.67             | 3,182   |
| Pickens    | 4,212            | 63.85            | 2,249             | 34.09             | 136              | 2.06             | 6,597   |
| Pike       | 5,375            | 66.33            | 2,568             | 31.69             | 161              | 1.99             | 8,104   |
| Randolph   | 5,462            | 83.30            | 925               | 14.41             | 170              | 2.59             | 6,557   |
| Russell    | 6,144            | 53.24            | 5,146             | 44.59             | 251              | 2.17             | 11,541  |
| St. Clair  | 23,055           | 83.03            | 3,606             | 12.99             | 1,106            | 3.98             | 27,767  |
| Shelby     | 51,196           | 73.87            | 14,913            | 21.52             | 3,197            | 4.61             | 69,306  |
| Sumter     | 1,176            | 30.29            | 2,656             | 68.42             | 50               | 1.29             | 3,882   |
| Talladega  | 14,313           | 66.36            | 6,684             | 30.99             | 571              | 2.65             | 21,568  |
| Tallapoosa | 10,444           | 77.39            | 2,751             | 20.38             | 301              | 2.23             | 13,496  |
| Tuscaloosa | 31,841           | 62.10            | 17,937            | 34.98             | 1,495            | 2.92             | 51,273  |
| Walker     | 15,217           | 85.73            | 1,905             | 10.73             | 628              | 3.54             | 17,750  |
| Washington | 4,584            | 77.48            | 1,206             | 20.39             | 126              | 2.13             | 5,916   |
| Wilcox     | 1,371            | 35.14            | 2,489             | 63.80             | 41               | 1.00             | 3,901   |
| Winston    | 6,331            | 91.85            | 344               | 4.99              | 218              | 3.16             | 6,893   |